# Cixius denticulata
Cixius denticulata är en insektsart som beskrevs av Tsaur 1991. Cixius denticulata ingår i släktet Cixius och familjen kilstritar. Inga underarter finns listade i Catalogue of Life.